# Clara Tybjerg
Clara Tybjerg, née le 3 mars 1864 à Kalvehave Parish, près de Vordingborg (Danemark) et morte le 14 janvier 1941 à Copenhague (Danemark), est une féministe, pacifiste et enseignante danoise.

## Biographie

### Origines, études et vie personnelle
Clara Sophie Sarauw est la fille du forestier Conrad August Nicolaus Sarauw (1816-1886) et de Betzy Wilhelmine Hansen (1834-1909). Après la mort de son père, elle déménage à Copenhague, où elle travaille comme enseignante au Den Kellerske Åndssvageanstalt, un établissement destiné aux enfants handicapés. Elle part ensuite aux États-Unis, où elle travaille et poursuit ses études à la Pennsylvania Training School for Feebleminded Children jusqu'en 1892.
Le 18 mai 1893, elle épouse le juge Erland Tybjerg (1863–1925) ; le couple a deux enfants. En 1894, elle est employée comme professeure d'anglais à la H. Adlers Fællesskole, la première école mixte du Danemark, où elle reste jusqu'en 1915. Par la suite, elle continue de s'intéresser au monde éducatif, en particulier sur le sujet des enfants handicapés.

### Activisme féministe et pacifiste
Clara Tybjerg s'investit activement au sein du mouvement féministe danois. En 1913, elle devient secrétaire internationale du Conseil des femmes du Danemark (en) (Kvinderådet, association affiliée au Conseil international des femmes). Elle est aussi membre de l'Association des femmes lectrices (en) (Kvindelig Læseforening). Jusqu'à l'obtention du droit de vote pour les Danoises en 1915, elle s'implique avec sa sœur Elna Munch dans la cause suffragiste.
En 1915, elle participe au congrès international des femmes de La Haye, un rassemblement de la minorité pacifiste du mouvement féministe international, qui n'avait pas accepté le ralliement de la plupart des organisations féministes de l'époque à l'effort de guerre dans leur patrie d'origine. Elle est notamment accompagnée de sa compatriote Thora Daugaard. À leur retour, elles fondent la Danske Kvinders Fredskæde (en) (DKF), section danoise de la Ligue internationale des femmes pour la paix et la liberté (LIFPL), l'organisation issue du congrès de 1915. Clara Tybjerg est responsable de la mise en place d'un réseau d'étude composé de 30 femmes, comprenant notamment Gyrithe Lemche, Henni Forchhammer, Estrid Hein (en), Matilde Bajer et Ellen Hørup (en). Elles voyagent à travers le Danemark pour encourager les femmes à adhérer à la DKF en payant une « couronne de paix » (fredskrone) et en signant une pétition appelant à « la justice plutôt que la force ». Clara Tybjerg préside la section danoise de la LIFPL de 1915 à 1920, portant le nombre d'adhérentes à environ 10 000. Après la création de branches locales dans tout le pays, elle préside celle de Copenhague de 1921 à 1925. Thora Daugaard lui succède à la présidence de la DKF.
En 1919, après la fin de la Première Guerre mondiale, la LIFPL organise son deuxième congrès à Zurich. Clara Tybjerg y représente la section danoise et, dans ses interventions, appelle à accorder une attention particulière aux besoins des enfants et des jeunes. Vers 1921, elle s'investit pour fournir de l'aide aux enfants de Vienne (Autriche) souffrant de malnutrition. Elle réussit à en faire venir un certain nombre au Danemark, où ils se rétablissent.
Après la mort de son mari en 1925, elle passe quelques années à Hillerød, où elle continue de militer pour la paix. Elle meurt en 1941, et est enterrée au cimetière de Tibirke, près de Tisvilde (en).